# Tamiła Chimycz
Tamiła Mykołajiwna Chimycz, ukr. Таміла Миколаївна Хімич (ur. 13 września 1994 we wsi Biłoriszczycia, w obwodzie czernihowskim) – ukraińska piłkarka, grająca na pozycji pomocnika w klubie Metalist 1925 Charków, wielokrotna reprezentantka Ukrainy.

## Kariera piłkarska

### Kariera klubowa
W 2010 rozpoczęła karierę klubową w seniorskiej drużynie Spartak Czernihów, skąd w następnym roku przeniosła się do Łehendy Czernihów. W 2017 została zaproszona do ŻFK Minsk. W lutym 2021 została zawodniczką ŽNK Split, a potem wróciła do Ukrainy, gdzie 26 stycznia 2022 podpisała kontrakt z Krywbasem Krzywy Róg, ale nie rozegrała żadnego meczu w związku z inwazją Rosji na Ukrainę już 9 kwietnia 2022 dołączyła do RCD Espanyol. 18 listopada 2022 zasiliła skład węgierskiego Győri ETO. We wrześniu 2023 wróciła do Ukrainy, podpisując kontrakt z klubem Metalist 1925 Charków.

### Kariera reprezentacyjna
19 września 2015 roku zadebiutowała w seniorskiej kadrze narodowej w zremisowanym 1:1 meczu towarzyskim z Portugalią. Wcześniej broniła barw juniorskiej reprezentacji U-17 i U-19.

## Sukcesy i odznaczenia

### Sukcesy klubowe
Łehenda Czernihów
- wicemistrz Ukrainy: 2011, 2013, 2015
- finalista Pucharu Ukrainy: 2011, 2013, 2014, 2015, 2016

ŻFK Minsk
- mistrz Białorusi: 2017, 2018, 2019
- zdobywca Pucharu Białorusi: 2017, 2018, 2019
- zdobywca Superpucharu Białorusi: 2018, 2019
- mistrz Women's Baltic Football League: 2018

ŽNK Split
- wicemistrz Chorwacji: 2021
- zdobywca Pucharu Chorwacji: 2021

### Sukcesy indywidualne
- królowa strzelców mistrzostw Ukrainy: 2016 (16 goli)
- królowa strzelców mistrzostw Białorusi: 2017 (24 goli)